# Vincent Moes
Vincent Moes (Baarn, 11 mei 1973) is een Nederlands acteur.

## Levensloop
In 1997 studeerde Moes af aan de Toneelacademie Maastricht. Op televisie was hij voor het eerst te zien in de bekroonde dramaserie Westenwind, waarin hij de rol van Floris van Houten speelde. Na rollen in de serie Samen en in Juliana speelde Moes vanaf 2007 de vaste rol van Frank van Hamel in de jeugdsoap SpangaS. In seizoen vier, op 20 mei 2011, verliet hij de serie. In het najaar van 2009 was hij te zien in de speelfilm SpangaS op Survival.

## Carrière

### Televisie
- Niemand de deur uit! - Rob ter Lingen (1992)
- Lovely Liza (televisiefilm) - Rik (1997)
- De Geheime Dienst - (2000)
- Oppassen!!! - Robert van der Linden (2000)
- Westenwind - Floris van Houten (2000)
- De Belager (televisiefilm) - Politieagent (2000)
- Onderweg naar Morgen - Naut (2002)
- Rozengeur & Wodka Lime - Thijs Rombouts (2001)
- Strike! (televisiefilm) - Marcel (2001)
- SamSam - Dirk (2001)
- Ernstige Delicten - Bankmanager (2001)
- Gemeentebelangen - Oleg Bode (2003)
- Samen - Tjeerd Groot Wassink (2005)
- Juliana - Rechercheur Laarman (2006)
- SpangaS - Frank van Hamel (2007-2011)
- SpangaS op Survival - Frank van Hamel (2009)
- Caps Club - Sjoerd van Hulle (2013-2016)
- Divorce - Albert (2013)
- Sinterklaasjournaal - Man in pyjama (2014)
- Zuidas - Evert-Jan (2018)

### Theater
- De tante van Charlie - Rogier van Aerdenhout 2004/2005